# Cais da Baixa
O Cais da Baixa é uma instalação portuária portuguesa, localizada ao lugar da Baixa, freguesia da Ribeirinha, concelho das Lajes do Pico, ilha do Pico, arquipélago dos Açores.
Esta instalação portuária é principalmente utilizada para fins piscatórios e de recreio.